# ZIK
ZIK — бывший украинский пророссийский телеканал.
По состоянию на декабрь 2019 года занял четвёртое место в рейтинге украинских информационных каналов (аудитория 18+). 2 февраля 2021 года телеканалам NewsOne, ZIK и 112 Украина вещание запрещено после опубликования указа президента Украины Владимира Зеленского о введении в действие решения СНБО о применении санкций. Просмотр, тем не менее, доступен на YouTube-канале. 24 апреля 2021 года аккаунт телеканала, наряду с аккаунтами телеканалов «112 Украина» и NewsOne, были заблокированы в YouTube на территории Украины.

## История
Начал работу 1 сентября 2010 года. Является частью медиа-холдинга «ZIK» вместе с информационным агентством «Западная информационная корпорация». Проекты телеканала выходят из двух студий — ZIK-Киев, которая была открыта 25 мая 2014 года, и ZIK-Львов. В начале октября 2016 года состоялась официальная презентация новой центральной студии «ZIK» в столичном Международном центре культуры и искусств «Октябрьский дворец».
Владелец телеканала Петр Дыминский в июне 2019 г. продал телеканал Тарасу Козаку за 27,5 млн долл.. Генеральный директор — Наталья Витрук.
Ведущие — Надежда Коптелова, Наталья Влащенко, Василий Апасов, Надежда Сасс, Татьяна Гончарова, Анна Можаровская и другие.

## Закрытие
2 февраля 2021 года президент Украины Владимир Зеленский ввёл санкции в отношении физических и юридических лиц, имеющие отношение к телеканалам 112 Украина, ZIK и NewsOne, тем самым прекратив вещание телеканалов через спутниковые и кабельные телесети. NewsOne, ZIK и 112 Украина сделали прямую трансляцию в студии 112 Украина для обсуждение об закрытии всех трёх каналов. Программы телеканалов теперь доступны для просмотра только на YouTube. Министр культуры Украины Александр Ткаченко заявил, что направил в администрацию YouTube предписание о блокировке онлайн-трансляции канала.
Национальный совет Украины по вопросам телевидения и радиовещания назвал каналы «паразитами журналистики», которые вещают в украинском медиа пространстве, работая при этом в интересах другого государства. Попавшие под санкции телеканалы подавали себя как оппозиционные, попавшие под репрессии. Подсанкционные СМИ обрушились на украинские регуляторы медиа с обвинениями в недемократичности, и на остальную не попавшую под санкции прессу — за отсутствие профессиональной солидарности.
В мае 2021 года президент РФ Путин сказал, что Россия «своевременно, должным образом» отреагирует на ограничения пророссийской прессы в Украине. Путин использовал ограничения в своем нарративе о том, что Украина становится «анти-Россией», угрожающей России, что он позже, в 2022 году, использовал для оправдания полномасштабного российского вторжения в Украину. Исследователи украинской прессы указывают, что вызванное ограничениями пророссийской прессы уменьшение возможностей России влиять на украинские политику и общество могло способствовать решению Путина о полномасштабном вторжении в Украину. По мнению исследователей, чем более Украина защищала свою национальную идентичность и демократию, тем более ее физическая безопасность — ее физические границы и жизни ее народов — оказывались под угрозой со стороны России. Россия намеревалась сохранять свое влияние в Украине, и не желала терпеть «дерусифицированную» Украину. Украина, по мнению исследователей, могла избежать российского нападения, если бы продолжила находиться под российским политическим и культурным влиянием (в том числе через прессу), как это было во время президенства Януковича..
Исследователи отмечают, что Россия является угрозой для самого существования Украины, стремясь силой вернуть ее под свое влияние, а российские и пророссийские СМИ поддерживают это с помощью подрыва поддержки населением демократии, «искажением восприятия правды», препятствия рациональным обсуждениям, и «ослаблением морального духа, необходимого для сопротивления и защиты демократического государства в случае военного нападения». Исследователи заключают, что «существуют демократические основания для ограничений СМИ наряду с соображениями безопасности. Хотя ни одно из них не полностью защищено от критики, сомнительно, стала бы Украина более демократичной в долгосрочной перспективе, если бы ограничения СМИ не были введены.»
24 апреля 2021 года аккаунт телеканала, наряду с аккаунтами телеканалов «112 Украина» и NewsOne, были заблокированы в YouTube на территории Украины. Министр культуры Украины Александр Ткаченко поблагодарил YouTube за принятие данного решения: «Это важный шаг к признанию мирового общества борьбы с информационным влиянием со стороны государства-агрессора. Благодарен специалистам платформы YouTube, что обратили внимание на наше обращение и решение СНБО Украины относительно телеканалов, которые несли угрозу национальной безопасности Украины, поскольку они не являются СМИ или обычным вещанием, а частью пропагандистской войны России против Украины».

## Скандалы
2 июня 2019 года шеф-редактор Дарья Гордийко запретила транслировать протестную акцию против регистрации ЦВК кандидатами на парламентские выборы бывшего главы администрации президента Виктора Януковича Андрея Клюева и видеоблогера-эмигранта Анатолия Шария, объясняя это событие является «не интересным». Однако выпускающий редактор Игорь Крымов, дорабатывавший на ZIKе последний день, отказался выполнять эти требования вывел в эфир трансляцию Громадское телевидение.
На телеканале назначались внеплановые проверки Национального совета Украины по вопросам телевидения и радиовещания.
Каналу также угрожали рейдерским захватом.
Бывший владелец телеканала Петр Дыминский покинул страну после участия в смертельном ДТП.
В материале «Новой газеты» предполагалось, что у самого Козака не было достаточной суммы на покупку газеты, и деньги скорее всего выделил кто-то другой.
Более сотни журналистов уволилось после покупки им канала.

## Оценки
Большинство медиаэкспертов и журналистов Украины отмечали что телеканалы «Newsone» , «112 Украина» и «ZIK» продвигали пророссийские нарративы и приглашали в эфир псевдоэкспертов, занимаясь пиаром оппозиционной партии «Оппозиционная платформа – За жизнь».
Украинские медиа регуляторы подчеркнули три важных признака этих телеканалов, характеризующих их как паразитирующих акторов:
- каналы занимали неоднозначное положение в медиапространстве, одновременно вещая на украинскую аудиторию, но работая на геополитические интересы России
- разрушение своей среды обитания. Функционировавшие в украинском медиа пространстве каналы разрушали это медиа пространство: нарушали определенные журналистские нормы, такие, как ответственное освещение чувствительных тем, а также подрывали саму профессию журналистики, когда, например, выходили за рамки в вопросах суверенитета и территориально целостности Украины
- рефлексивный характер. Пророссийские каналы не соблюдали принципы свободы слова и плюрализма мнений, и вместе с тем ссылались на них, когда критиковали санкции против них. Каналы одновременно противопоставляли себя медиа системе Украины, и пытались казаться ее «законной» частью. Попавшие под санкции критиковали прочие каналы, обвиняя их в зависимости от политически заинтересованных владельцев, и одновременно настаивали на том, что и они точно такие же самые. Пророссийские каналы не соблюдали и отвергали некоторые практики качественной журналистики (ответственное освещение чувствительных тем) как навязываемые по политическим причинам, а использовали рейтинги и появление политиков для указание на свою легитимность и доверие со стороны аудитории. Эти противоречия свидетельствуют о неоднозначности паразита, который только делает вид, что соответствует нормам медиасистемы[2].

## Награды
- В 2011 году в номинации телевизионной премии «Телетриумф» «Ведущий/ведущая любого формата (регион)» победил Дмитрий Добродомов — автор и ведущий программы журналистских расследований «Хто тут живе?». В 2013 году в этой же номинации победил Вахтанг Кипиани, автор и ведущий единственного на Украине исторического тележурнала «Историческая правда»[22][23].
- В разные годы журналисты ZIK были среди победителей и номинантов престижного всеукраинского профессионального конкурса «Честь профессии». В 2014 году в номинации «Лучшее журналистское расследование» с сюжетом «Межигорье-2. Версаль Иванющенко» победил руководитель и ведущий «Наших грошей» Денис Бигус[24]. В 2015 он получил её в составе журналистов и волонтеров YanukovychLeaks[25].
- Алиса Юрченко, журналистка антикоррупционного проекта «Наші гроші» — победительница «Честь професії-2015» в номинации «Лучшее журналистское расследование» за работу «Хочешь защищать Украину — заплати 20 000 за оружие»[26].